# Hochmoor am Kesselsee

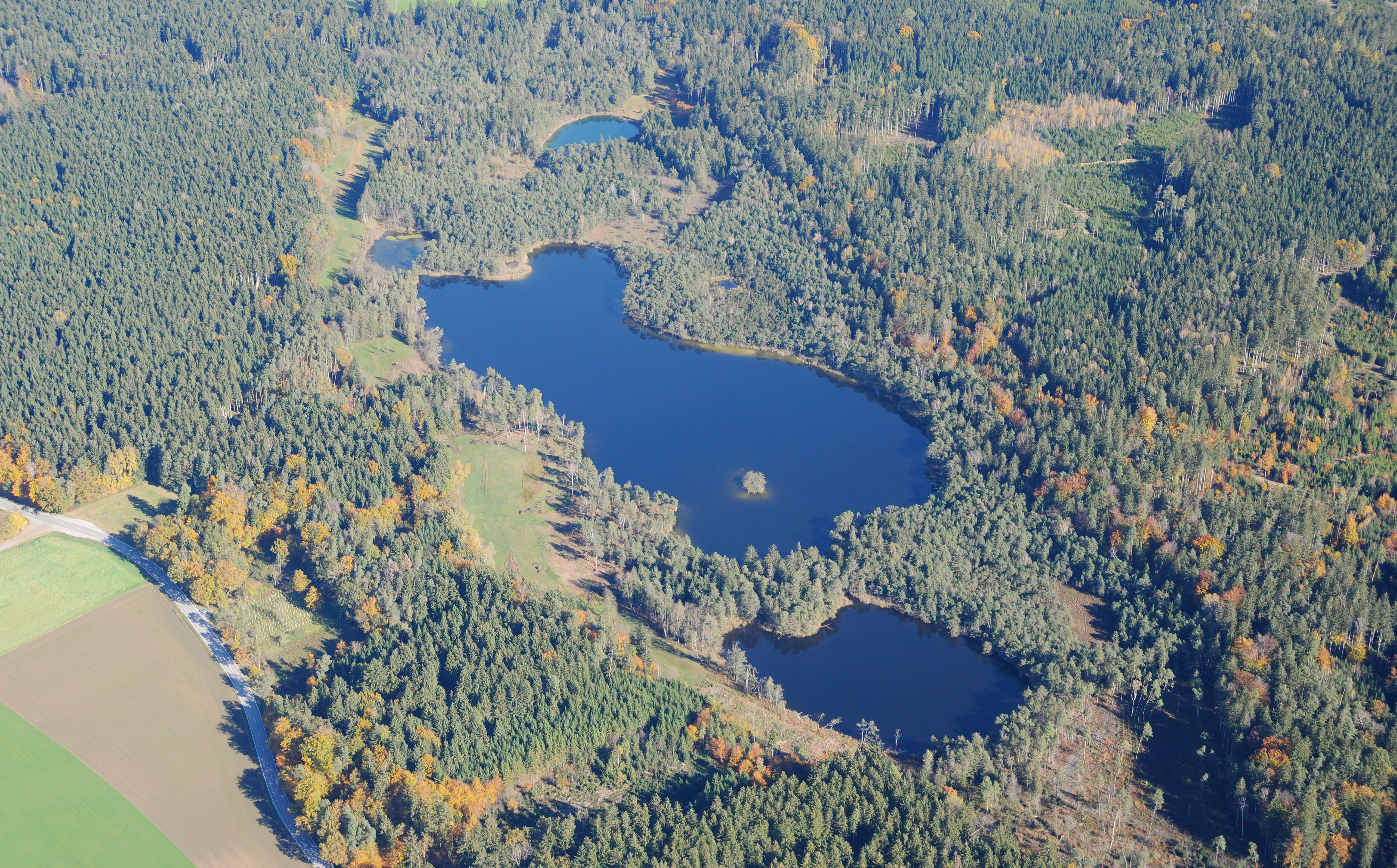
Naturschutzgebiet Hochmoor am Kesselsee (November 2023)

Das Naturschutzgebiet Hochmoor am Kesselsee liegt im Landkreis Rosenheim in Oberbayern. Es ist Teil des FFH-Gebietes „Moore um Wasserburg“.
Das 82,9 ha große Gebiet mit der Nr. NSG-00156.01, das im Jahr 1982 unter Naturschutz gestellt wurde, erstreckt sich nördlich des Kernortes Edling direkt an der am westlichen Rand verlaufenden RO 42. Südlich des Gebietes verläuft die B 304, westlich fließt die Ebrach, in die der Kesselseegraben den Großen Kesselsee entwässert.